# Mezey család

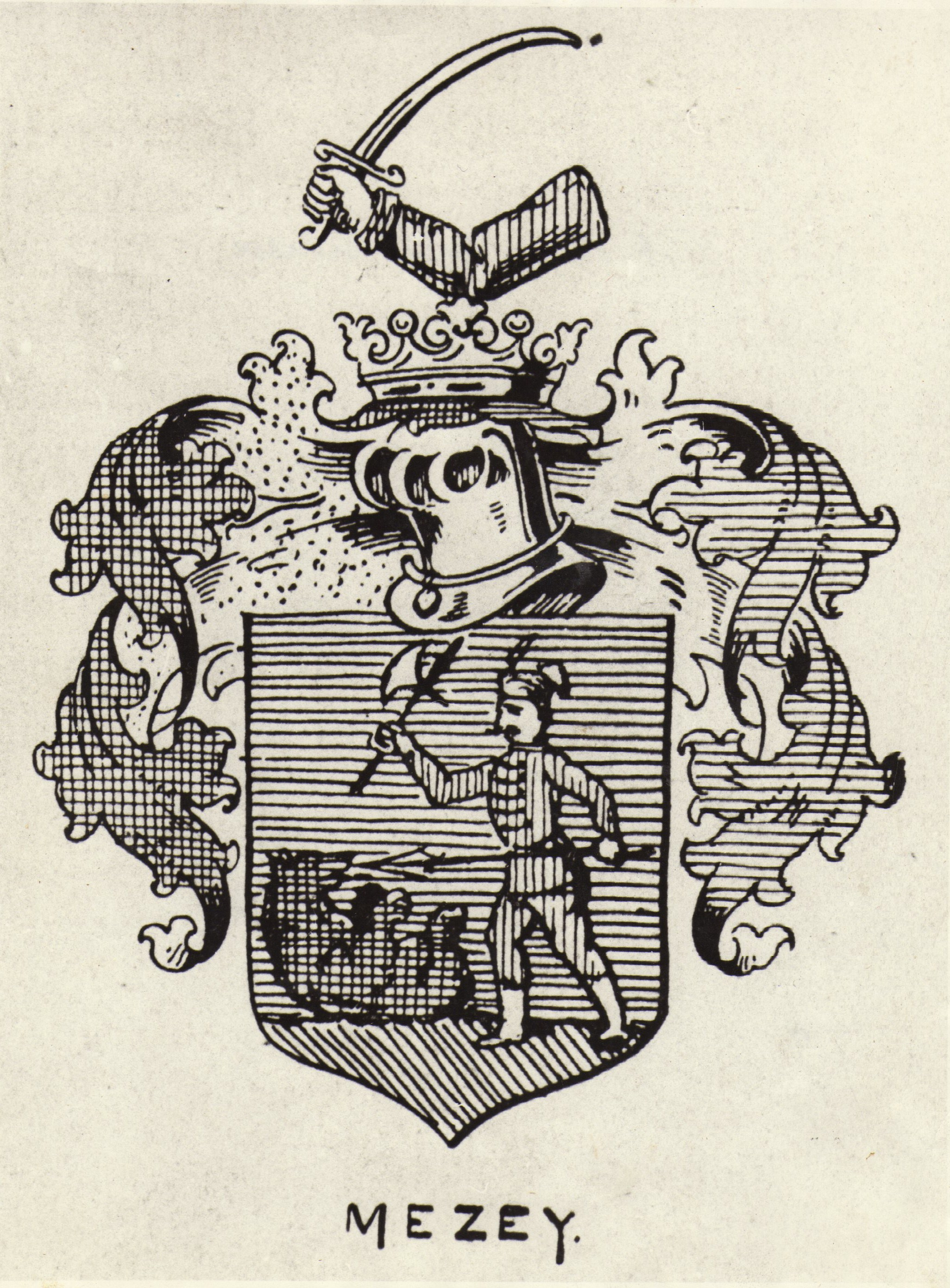
A Mezey család nemesi címere

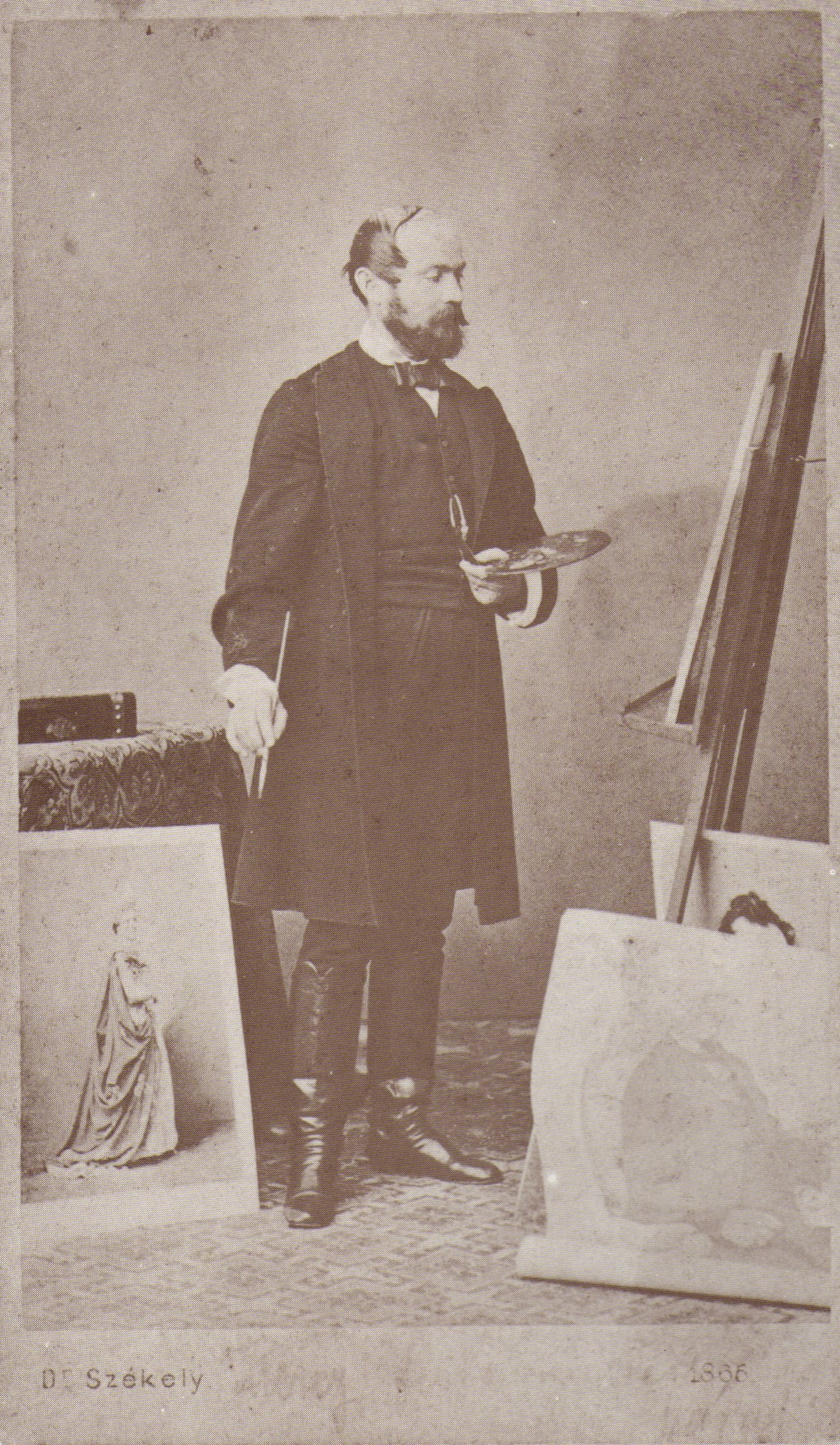
Mezey Lajos festőművész Bécsben 1863 körül

Az egyházas–bágyoni Mezey család a XV. század végén, 1476 körül tűnik fel először Nógrád vármegyében. Ekkor élt Mezey Bálint, a család őse. A család az előnevét valószínűleg két egymáshoz közel fekvő nógrádi faluról vette: Egyházasdengelegről, és Kisbágyonról.
1515.-ben II. Ulászló magyar király Budán megerősítette Mezey Lőrinc és Mezey György birtokadományozási okiratát.
Jobbágyi csulai Móré Bálint felesége 1570 körül Mezey Lőrincz leánya, Mezey Anna volt. 
Ezután a család Szatmár vármegyébe költözött. Mezey Gáspár szatmári alkapitány és testvére, Mezey Péter ősi nemessége – vitézségükért - Habsburg II. Miksa magyar király által 1573. január 30-án újíttatott meg, és még ebben az évben hirdettetett ki Szatmár vármegyében. Az adománylevél a család birtokában van.
A címer leírása: kékben, zöld alapon fekvő, természetes medve felé hajló, veres dolmányba öltözött magyar vitéz, jobbjában csatabárddal az állat fejéhez vág, baljában tartott dárdával pedig feléje döf. Sisakdísz: görbe kardot tartó vörös mezű kar. Takarók: kék ezüst – fekete arany.
A család a 18. század végén Bihar vármegyében telepedett le: Érendréden és környékén: Dengelegen, Vasadon, Érszalacson, Píren, és Érszekeresen voltak a birtokaik.

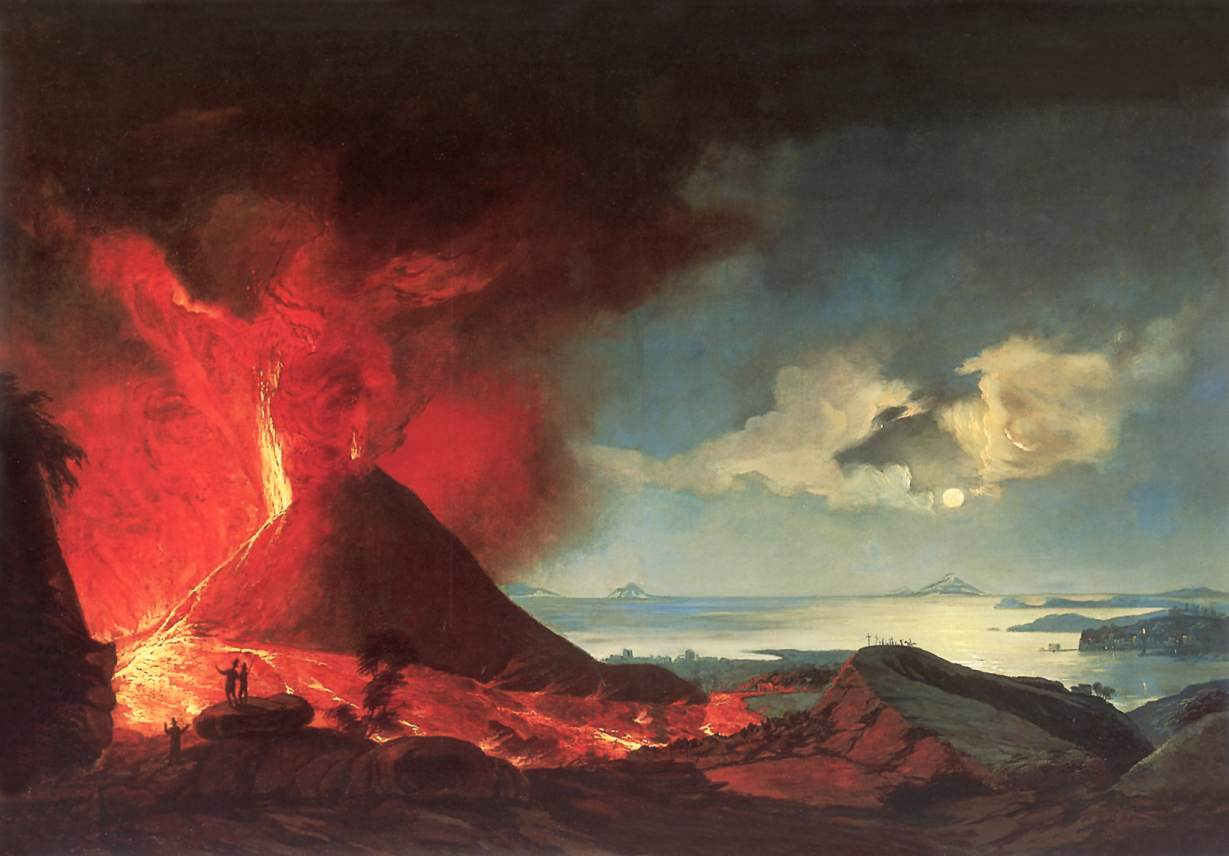
Mezey Lajos: a Vezúv kitörése 1862 körül

Később a család egyik ága: I. Mezey Mihály (1788- 1863) Nagyváradra, a másik ága: I. Mezey István, (született: 1841. Érendréden)  Zsákára költözött.
I. Mezey Mihály Nagyváradon a főtéren levő Fekete Sas vendéglőt és fogadót bérelte, és vezette.  A fogadó nagytermében tartotta az első magyar nyelvű nagyváradi színházi előadást a kolozsvári társulat tartotta 1798-ban. Felesége Török Klára (1788–1882) Poklostelek községben, Bihar vármegyében született. Mindketten református vallásúak voltak. 16 gyermekük született, akik közül 10 gyermekkorban meghalt.
Gyermekeik:

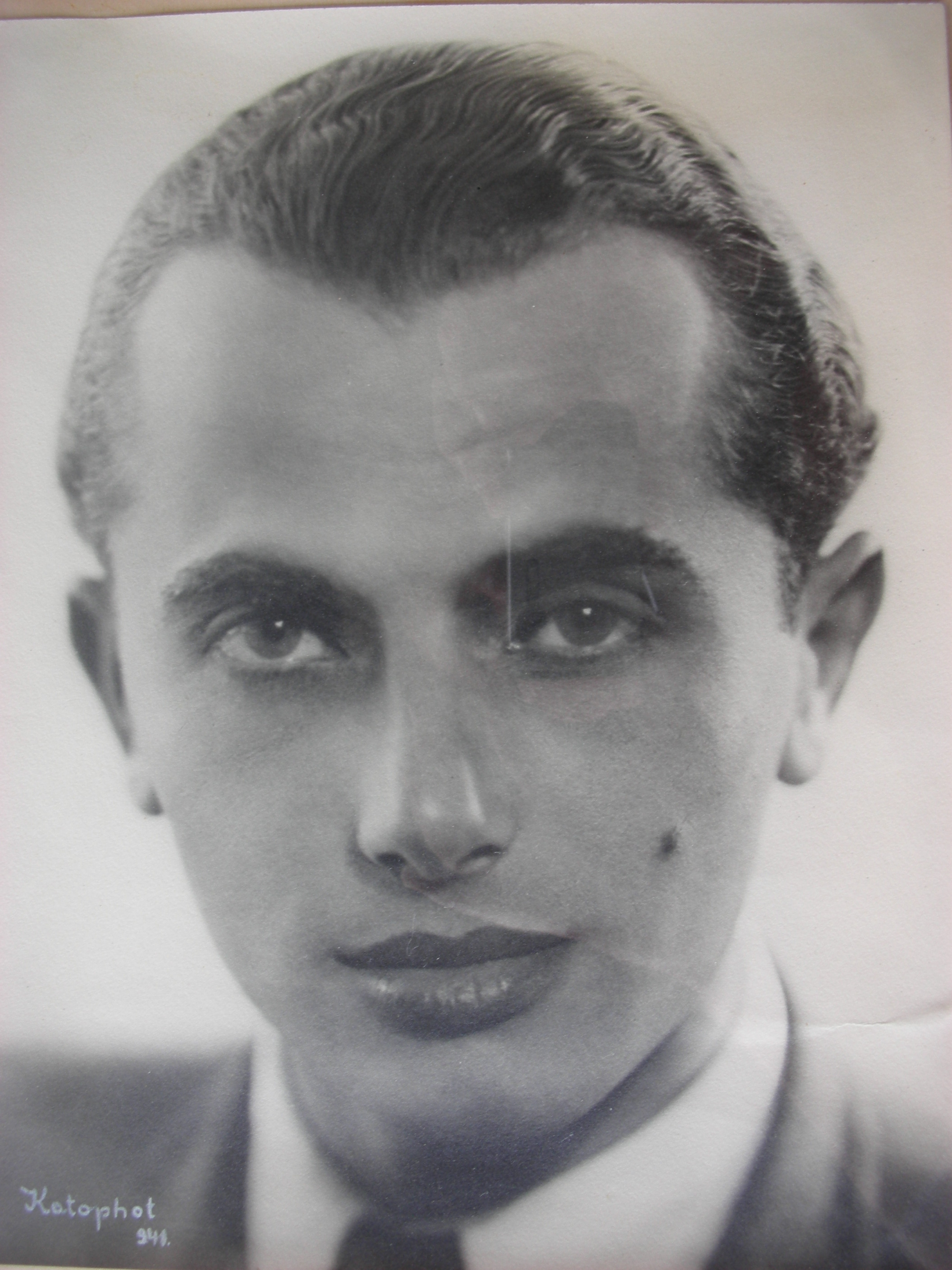
Mezey Lajos színművész 1938 körül

1. I. Mezey Lajos (Nagyvárad, 1820–1880) festőművész és fényképész. Magyarországi és bécsi tanulmányút után Nagyváradon telepedett le és ott fejtette ki művészi munkásságát. Számos arcképet, oltárképet, tájképet, és életképet festett. Ezenkívül rajztanár, és dalárda vezető, valamint amatőr színész volt. Ő volt Színyei Merse Pál első mestere és felfedezője. Munkásságából 1998 májusában életmű kiállítás nyílt a Petőfi Irodalmi Múzeumban. Művei közgyűjteményekben és magángyűjteményekben találhatóak. Számos kiállításon jelentek meg a művei. Számos művészettörténeti és fotó történeti könyv emlékezik meg munkásságáról. Az 1860-as évektől fényképészeti műtermet vezetett Nagyváradon. 
Életéről 1996-ban monográfia jelent meg. Felesége a római katolikus vallású Nagyselmeci és Ludrovai Thuolt Mária Magdolna volt, aki Nagyváradon született, 1823-ban. Thuolt Mária testvérei Thuolt István és Thuolt Ignác honvéd századosok voltak 1848 – 49-ben.
2. II. Mezey Mihály (született: 1819.) nagyváradi ügyvéd és Tűzoltóparancsnok volt. Felesége kazsui Sughó Vilhelmina. 1848-ban, amikor Kossuth Lajos Nagyváradra látogatott, Mezey Mihály mondta az üdvözlő beszédet, és otthonában vendégelte meg Kossuthot.
Gyermekük volt III. Mezey Mihály (sz.: 1847.) közjegyző, önkéntes tűzoltóparancsnok és a város agilis lokálpatriótája, számtalan társadalmi egyesület elnöke, akit Ferenc József király valóságos belső titkos tanácsosának nevezett ki 1911.-ben, és akiről halála után elnevezték Nagyvárad egyik fő utcáját, a Kert utcát Mezey Mihály utcának. Nagy Endre az ’Egy város regénye” című könyvében hosszan ír róla, mint „a város agilis polgáráról”.
3. Mezey Mária csokaji Fényes Ignátz birtokoshoz ment feleségül, Fényes Elek rokonához,
4. Mezey Ágnes, posztupiczi Kosztka János érmihályfalvi gyógyszerészhez, Csontvári Kosztka Tivadar rokonához ment feleségül.
5. Mezey Margit ippi és érkeserűi Fráter nevű ügyvédhez ment feleségül, aki Madách Imre feleségének volt a rokona.
6. Mezey Károly (sz.: 1835) orvosnak tanult és 1857-ben halt meg Velencében tüdőbajban.
I. Mezey Lajos gyermeke volt II. Mezey Lajos (1852–1931) biharnagybajomi gyógyszerész. Felesége a székely származású, unitárius vallású esztelneki és nagynyújtódi Jancsó Irma volt. II. Mezey Lajos amatőr fotós volt, Biharnagybajom hétköznapi életéről készített kordokumentum értékű felvételeit a Debreceni Déri Múzeumban őrzik.
Az ő fia volt I. Mezey Jenő (1886 - 1973) honvéd ezredes, aki Augusta Kohlert (született: Baden bei Wien, 1893) katolikus polgárlányt vette feleségül, a háborúra tekintettel távházassággal. Fiatalkorában, az I. világháborúban Bosznia - Hercegovinában, Trebinjében teljesített szolgálatot. Ott született első gyermeke: II. Mezey Jenő, aki felnőttkorában Németországban a Shell-művek igazgatója lett. I. Mezey Jenő a II. világháborúban amerikai hadifogságba esett, majd haláláig Nyugat Németországban, Münchenben élt. Második feleségétől geleji M. Katona Ilona írónőtől elvált. Két könyve jelent meg: egy irredenta verseskötet: Szegény Magyarország címmel (Budapest, 1920.), és memoárja: Bajomi emlékeim címmel, (Berettyóújfalu 2003.) I. Mezey Jenő másik fia V. Mezey Lajos (1918–2006) színművész volt. Fiatal korában a Ludovika Katonai Akadémiára járt, de aztán mégis színész lett. A II. világháborúban behívták repülőtisztnek, Ukrajna felett teljesített szolgálatot. Egy éves szovjet hadifogság után folytatta a színészmesterséget, Az ország szinte valamennyi színházában fellépett és végül a Nemzeti Színházból ment nyugdíjba. 
A Mezey család leányágon rokonságban állt uglyai Bakats Lajos udvari gyógyszerésszel, Bulyovszky József nagyváradi polgármesterrel, Dr. Sipos Árpád jogakadémiai tanárral, Vincze Géza református lelkész - irodalomtörténésszel, Kiss Tamás debreceni református lelkész - költővel, és Kobzos Kiss Tamás előadóművésszel.
A család tagjai - II. Mezey Jenő és V, Mezey Lajos leszármazottai (III. Mezey Jenő ügyvéd, IV. Mezey Jenő, Mezey Félix, Mezey Justus, valamint Dr. Mezey András ügyvéd, Mezey Bianka ingatlan szakember, és Mezey Franciska üzletasszony) - ma Magyarországon, Németországban és az USA-ban élnek.